# Lögow
Lögow ist ein Ortsteil der Gemeinde Wusterhausen/Dosse im Landkreis Ostprignitz-Ruppin in Brandenburg.
Der Ort liegt nordöstlich des Kernortes Wusterhausen/Dosse an der Kreisstraße 6806. Südlich verläuft die B 167 und östlich die A 24. Nordwestlich erstreckt sich das rund 217 ha große Naturschutzgebiet Feuchtgebiet Schönberg-Blankenberg.

## Geschichte

### Ersterwähnung und Namensgeschichte
Im Jahre 1423 finden wir Lögow erstmals aktenkundig in der Geschichte. Der Ort wird als Wohnplatz sicher wesentlich älter sein. Die Namensführung beginnt mit Lugow (lugow), 1524 zu Luchow, 1540 Loyow und 1639 auch weiterführend zu Lügow. Ab 1799 erscheint nun durchweg Lögow.

### Gutsdorf
Lögow war seit früherer Zeit ein Gutsdorf, aufgesplittet in mehrere Güter und Bauernhöfe. Ob schon zu Beginn mit einem ritterlichen Wohnsitz ausgestattet bleibt zunächst offen. Der Besitz wechselte häufig. Um 1491 erscheint die Familie von Sandow aus der Altmark stammend, bis 1666. Abraham und sein Sohn Wilhelm von Sandow zu Lögow, er gilt als letzter seines Geschlechts, seine Mutter war eine geborene Frau von Fratz-Kränzlin. Selbst die berühmte mecklenburgische Familie von Schwerin verfügte kurz über Anteile in Lögow, von 1824 bis 1852. Neben der wohl eher unbekannten Adelsfamilie von Dannenberg besaßen die von Zieten sehr lange Besitzungen in Lögow. Ihre Ahnenreihe vor Ort beginnt scheinbar mit Caspar Friedrich Anfang des 17. Jahrhunderts, dann weiter über Friedrich und Johann (1640–1690). Bekanntester Zieten auf Lögow ist Oberstleutnant Hans (1754–1833), Ritter und Träger des Ordens pour le mérite, der höchsten militärischen Auszeichnung in Preußen. Durch Einheiratung kommt die 1761 in Wien in den Adelsstand erhobene Familie Krüger von Krügsheim als von Kriegsheim nach Lögow, welche bereits in Mecklenburg mehrere Lehnsgüter innehatte.
Für die Phase vor der großen Wirtschaftskrise 1929 liegen die Daten durch das letztmals veröffentlichte amtliche Landwirtschaftliche Adressbuch der Provinz Brandenburg vor. Lögow I mit 190 ha ist im Eigentum des Hans Joachim von Zieten-Wildberg (1909–1943), das Gut führte dann bis zur Bodenreform seine Witwe Renate, geborene Freiin von Fritsch (1912–2000). Lögow II und III mit Emilienhof mit 333 ha ist im Eigentum der Editha von Kriegsheim. Weitere Hofbesitzer mit dem Nennwert über 20 ha waren die Familien Brädikow, Gädeke, Gendkow, Hilgenfeldt, Krieg, Rabe, Schubert, Tack, Voigt und Wittkopf. Letzter Eigentümer auf Lögow II und III war Fritz Adolf von Kriegsheim (1901–1991), Sohn des Adolf von Kriegsheim-Barsikow, zugleich noch Pächter von Tramnitz. Kriegsheim war Landschaftsrat bei der Märkischen Landschaft, einer Nachfolgeeinrichtung der bis 1934 bestehenden Ritterschaftsbank. Aus beiden Lögower Gutsbesitzerfamilien gingen die Söhne auf das Internat der Ritterakademie, gelegen auf der Brandenburger Dominsel. Deren häufige Mitgliedschaft im besonders vom Landadel geprägten Johanniterorden über mehrere Generationen hinweg ist ebenso obligat. Fritz Adolf von Kriegsheim war mit seiner Frau Hildegard, geborene von Alvensleben-Schollene, und den vier Kindern in der Standesvertretung der Deutschen Adelsgenossenschaft. Dort wird, wie auch in der Mitgliederliste 1935 des Johanniterordens zuvor als Hauptwohnsitz das Vorwerk Emilienhof angegeben. Die Nachfahren der Kriegsheim blieben zum Teil in der Landwirtschaft oder wurden erfolgreiche Unternehmer in der Industrie.

### Eingemeindungen
Am 31. Dezember 1997 erfolgte die Eingemeindung von Lögow in die Gemeinde Wusterhausen/Dosse.

## Sehenswürdigkeiten
- In der Liste der Baudenkmale in Wusterhausen/Dosse sind für Lögow fünf Baudenkmale aufgeführt, darunter die Dorfkirche.
- In der Liste der Naturdenkmale im Landkreis Ostprignitz-Ruppin ist für Lögow ein Naturdenkmal aufgeführt. Es handelt sich um eine ca. 200 Jahre alte ortsbildprägende Eiche mit schöner Wuchsform.

## Persönlichkeiten
- Johann Anton von Zieten (1640–1690), preußischer Offizier, zuletzt Generalmajor, geboren in Lögow